# Ligia Deca
Ligia Deca (ur. 22 grudnia 1982) – rumuńska politolog, doradczyni prezydenta Klausa Iohannisa, w latach 2022–2024 minister edukacji.

## Życiorys
W 2001 ukończyła szkołę średnią w Konstancy, a w 2006 studia z inżynierii morskiej i nawigacji na Universitatea Maritimă din Constanța. W 2008 uzyskała na tej uczelni magisterium z zarządzania portami morskimi. W 2016 doktoryzowała się z nauk politycznych na Uniwersytecie Luksemburskim. W 2008 pracowała jako kierownik projektu w think tanku Societatea Academică din România. W latach 2008–2010 była przewodniczącą European Students’ Union. Później do 2012 pełniła funkcję koordynatorki Sekretariatu Bolońskiego zajmującego się kwestiami związanymi z procesem bolońskim. Pracowała w instytucjach zajmujących się edukacją na poziomie krajowym i europejskim. Zajęła się też działalnością dydaktyczną jako nauczyciel akademicki na rumuńskich uczelniach.
W 2015 zatrudniona w administracji prezydenta Klausa Iohannisa jako radca stanu, koordynowała departament edukacji i nauki. W 2019 awansowana na stanowisko doradcy prezydenta. W październiku 2022 dołączyła do rządu Nicolae Ciuki, obejmując w nim z rekomendacji Partii Narodowo-Liberalnej urząd ministra edukacji. Utrzymała to stanowisko także w utworzonym w czerwcu 2023 gabinecie Marcela Ciolacu. Zakończyła urzędowanie w grudniu 2024.